# Geovanny Jara
Geovanny Jara (20 luglio 1969) è un ex calciatore ed ex giocatore di calcio a 5 costaricano.

## Carriera
Jara ha partecipato, con la nazionale costaricana di calcio a 5, al FIFA Futsal World Championship 1992 in cui la selezione centroamericana è stata eliminata nel girone del primo turno comprendente Brasile, Belgio e Australia.